# 我親愛的「小潔癖」
《我親愛的"小潔癖"》（英語：Use For My Talent）是中國大陸電視劇，改編自《先熱情地打掃吧》原著漫畫。由蔡聰執導，沈月、劉以豪領銜主演。該剧于2020年5月20日在無錫開拍，於2020年5月30日舉行開機記者會，於2020年8月5日殺青。本劇於2021年5月9日芒果TV首播。

## 播放平台
| 频道/影音  | 所在地   | 播出日期      | 播出时间               | 备注          |
| ---------- | -------- | ------------- | ---------------------- | ------------- |
| 芒果TV     | 中国大陆 | 2021年5月9日  | 每週日一晚間8點更新2集 | 會員搶先看6集 |
| Netflix    | 全世界   | 2021年5月12日 | 每週三上線 6-8集       | [ 註 1 ]      |
| Astro 双星 | 马来西亚 | 2021年6月6日  | 每日 21:00-22:00       |               |

## 劇情簡介
擁有嚴重潔癖的顧人齊遇上不修邊幅是雙嬌，格格不入的兩人成為了同一家清潔公司的上下級，儼然一對歡喜冤家。在工作過程中漸漸互相理解、惺惺相惜、走出各自傷痛的愛情故事。

## 演员列表

### 主要演员
| 演員   | 角色   | 介紹 |
| 沈月   | 雙嬌   | 大學四年級，曾經擁有美滿的家庭卻遭遇車禍，痛失母親，從此不修邊幅，成为邋遢的女孩。後來因挑起帮父亲养家糊口的责任而成为顾人齐的下属。                                    |
| 劉以豪 | 顧人齊 | 高端清洁服务公司科林至尚的总裁 二十七歲的他是嚴重潔癖症患者。因原生家庭不健全而活得孤立封閉。小时候曾被别人说自己是个脏东西，于是就拼命洗澡，希望能够洗掉别人说的"脏"。 |
|        | 陸顯   | 心理医生 喜愛哈雷摩托和重金属服装的他看起来像是叛逆少年的飙车党，实则为咨询顾人齐的心理医生。为报答双娇母亲的恩情而呆在是家。喜欢是双娇。与顾人齐为情敌关系。               |

### 家
| 演員   | 角色 | 介紹 |
| 沈月   | 雙嬌 | 参见主要演员 |
| 闫桉   | 俊杰 | 是双娇弟弟，正值青春期的少年。喜欢姐姐的闺蜜朱妍。虽然母亲去世了但还是不让人省心，常常惹事生非。殊不知，他每次"惹事"后挂的彩、脖子上种满的草莓是他故意让哥们弄的... |
| 李晓川 | 英雄 | 双娇、俊杰之父。 |

### 顾家
| 演員   | 角色   | 介紹                                                                                                 |
| 刘以豪 | 顾人齐 | 参见主要演员                                                                                         |
| 閔政   | 顧世恆 | 顾人齐之外公。                                                                                       |
| 岳菁蔚 | 顾梅花 | 顾人齐之母。先前支持儿子顾人齐与汪倩倩一同交往，得知儿子喜欢是双娇後便高薪聘请让其负责打扫儿子的房子。 |

### 是双娇及顾人齐周边人物
| 演員   | 角色   | 介紹 |
| 林柏叡 | 李東賢 | 总裁助理 因普通话不在水平线上而甚少开口说话。虽然曾因打伤人而被派进少管所，但是他的哭点很低。喜歡汪倩倩，後與其交往。                                                 |
| 黃思瑞 | 汪倩倩 | 性格单纯直率的她是个总爱以自我为中心的小公主。说话不过脑的她常常语出惊人。原本對顾人齐有好感，但表白遭其拒绝。後喜歡李东贤，並與其交往。                              |
| 苏梦迪 | 朱妍   | 自认摸清感情套路但却是零恋爱经验的"母胎单身"。自小受到偶像剧及言情小说的"熏陶"，以致她每每出门必定先看星象。後來与俊杰互生情愫。                                      |
| 譚泉   | 吳禹   | 程序员 患有社交恐惧症的他是妥妥的宅男。在虚拟的游戏世界里能形如流水、畅通无阻的与人交流，但在现实生活中与人交流是会变得结结巴巴，然後脸红。也无法与女孩儿正常的沟通。 |
| 肖燃   | 胡宥   | |

### 其他演员
| 演員   | 角色   | 介紹                               |
| 祁聖翰 | 姜文馳 | 喜欢汪倩倩，曾在她的酒里下药不果。 |
| 朱信宗 | 刘马克 | 是双娇学长，姜文驰手下。             |

### 客串演出
| 演員     | 角色   | 介紹       |
| 完顏洛絨 | 肖院長 | 养老院院长 |

## 電視劇原聲帶
| 曲序 | 曲目                     |              | 作曲           | 编曲 | 演唱         | 备注                                                               |
| ---- | ------------------------ | ------------ | -------------- | ---- | ------------ | ------------------------------------------------------------------ |
| 1.   | 《触碰你》（片头曲）     | 宋寶宇       | 宋寶宇         | 張玄 | 郭静         |                                                                    |
| 2.   | 《心钥》（片尾曲）       | 林乔         | 武鹏飞         |      | 董又霖       |                                                                    |
| 3.   | 《小小距離》（插曲）     | 王耀光       | 張祎           | 趙瑟 | 段奥娟       |                                                                    |
| 4.   | 《体会》（插曲）         | 周洁颖       | 梁文灏         |      | 简弘亦       |                                                                    |
| 5.   | «Pure Love»（插曲）      | 林乔、丁肇聿 | 朴太光         |      | 高娜         |                                                                    |
| 6.   | 《寵愛》（插曲）         |              | 祁聖𨌺         |      | 祁聖翰，弦子 |                                                                    |
| 7.   | 《我們終於相愛》（插曲） |              |                |      | 闫桉         | 原曲為范世錡《我們終於相愛》                                       |
| 8.   | «U»（插曲）              | 王昭权       | 赖暐哲、王昭权 |      | 劉以豪       | 此單曲已在2020年9月4日正式發行並收入在劉以豪的首張專輯《U》 當中。 |